# Червоне повідомлення
«Червоне повідомлення» (англ. Red Notice) — американський комедійний бойовик режисера і сценариста Роусона Маршалла Тьорбера. Universal Pictures придбала права на розповсюдження і запланувала його випуск 13 листопада 2020 року. Проте 8 липня 2019 року, коли Universal не погодилася із запропонованим бюджетом, Netflix викупив права на розповсюдження фільму.

## Синопсис
У світі міжнародної злочинності Інтерпол випускає «червоне повідомлення» — глобальне попередження, щоб вистежити й зловити найрозшукуванішого злодія у світі мистецтва.

## В ролях
- Двейн Джонсон — Джоан Гартлі, агент Інтерполу, найкращий слідопит у світі[2]
- Раян Рейнольдс — Нолан Бут, аферист
- Галь Гадот — Офіцер Сара Блек, найкраща злодійка у світі мистецтва
- Ріту Арʼя — Інспекторка Дас
- Кріс Діамантопулос — Сотто Воче
- Роберт Клотуорті — Оповідач
- Ітан Гершенфельд — Абануб Маґді
- Бренна Марі Нараян — Клеопатра
- Ед Ширан — Камео

## Український дубляж
- Михайло Жонін — Джоан Гартлі
- Юрій Кудрявець — Нолан Бут
- Ольга Гриськова — Офіцер
- Анна Дончик — Інспекторка Дас
- Андрій Корженівський — Сотто Воче
- Олег Лепенець — Оповідач
- Олександр Завальський — Абануб Маґді
- Єлизавета Кучеренко — Клеопатра
- А також: Катерина Наземцева, Майя Ведернікова, В'ячеслав Дудко, Дмитро Шапкін, Петро Сова, Олександр Чернов

Фільм дубльовано студією «Le Doyen» за сприянням студії «Formosa Group» на замовлення компанії «Netflix» у 2021 році.
- Перекладач — Надія Бойван
- Режисер дубляжу — Ольга Фокіна
- Звукорежисер — Альона Шиманович
- Координатор проєкту — Аліна Гаєвська
- Спеціаліст зі зведення звуку — Formosa Group

## Виробництво
За право поставити фільм йшла боротьба між найбільшими студіями — Universal Pictures, Warner Bros., Paramount Pictures, Legendary Entertainment, Netflix і Sony Pictures. Фільм вартістю 125—150 мільйонів доларів буде спродюсований Бо Флінном через його компанію Flynn Picture Company, з Джонсоном, Дені Гарсія і Хірамом Гарсіа через їх компанію Seven Bucks Productions разом з Bad Version Inc. Тербера. 9 лютого 2018 року було оголошено, що Universal і Legendary виграли війну за право зняти фільм.
Гонорар Джонсона вперше становитиме не менше 20 мільйонів доларів. Пізніше з'ясувалося, що Гадот також отримає 20 мільйонів доларів за свою роль у фільмі, що зробило її третьою найбільш високооплачуваною актрисою світу у 2020 році.
Знімання фільму почалися 3 січня 2020 року в Атланті, штат Джорджія. Раніше очікувалося, що виробництво фільму почнеться у квітні 2019 року, після того, як Джонсон завершив знімання у фільмі «Джуманджі: Наступний рівень». 8 липня 2019 року знімання були відкладені до початку 2020 року. Заплановані знімання в Італії була скасована через пандемію COVID-19 в країні. 14 березня було оголошено, що виробництво було припинено на невизначений термін через пандемію.
Фільмування відновилися до середини вересня і повинні бути завершені приблизно в кінці листопада. Галь Гадот і Раян Рейнольдс закінчили знімання до кінця жовтня.
Спочатку Universal планувала випустити фільм 12 червня 2020 року. Потім, 8 липня 2019 року, Netflix викупив права на показ і переніс прем'єру на 2021 рік.
Стрічка стала однією з перших у Голлівуді, яку було значною мірою знято за допомогою FPV-польотів задля нетрадиційних ракурсів. Кінокамеру для цього було встановлено на дрони, якими керували FPV-пілоти. Зокрема, у фільмуванні брав участь пілот та відеограф Джонні Шаер (Johnny Schaer).